# Cynoscion regalis
Cynoscion regalis es una especie de pez de la familia Sciaenidae en el orden de los Perciformes.

## Morfología
Los machos pueden llegar alcanzar los 98 cm de longitud total y 8.850 g de peso.

## Reproducción
Es un pez ovíparo y con una gran fertilidad.

## Depredadores
Es depredado por Petromyzon marinus y, en los Estados Unidos, por Morone saxatilis, Pomatomus saltatrix, Carcharhinus obscurus y Raja eglanteria 

## Alimentación
Come principalmente crustáceos y peces hueso.

## Hábitat
Es un pez de clima tropical (17 °C-27 °C) y demersal que vive entre10-26 m de profundidad.[cita requerida]

## Distribución geográfica
Se encuentra en el  Atlántico occidental: desde Nueva Escocia (el Canadá) hasta el norte de Florida (los Estados Unidos).

## Uso comercial
Es utilizado fresco y congelado para ser comido al vapor, frito, asado, al horno y el microondas.

## Observaciones
Es inofensivo para los humanos.